# TT290

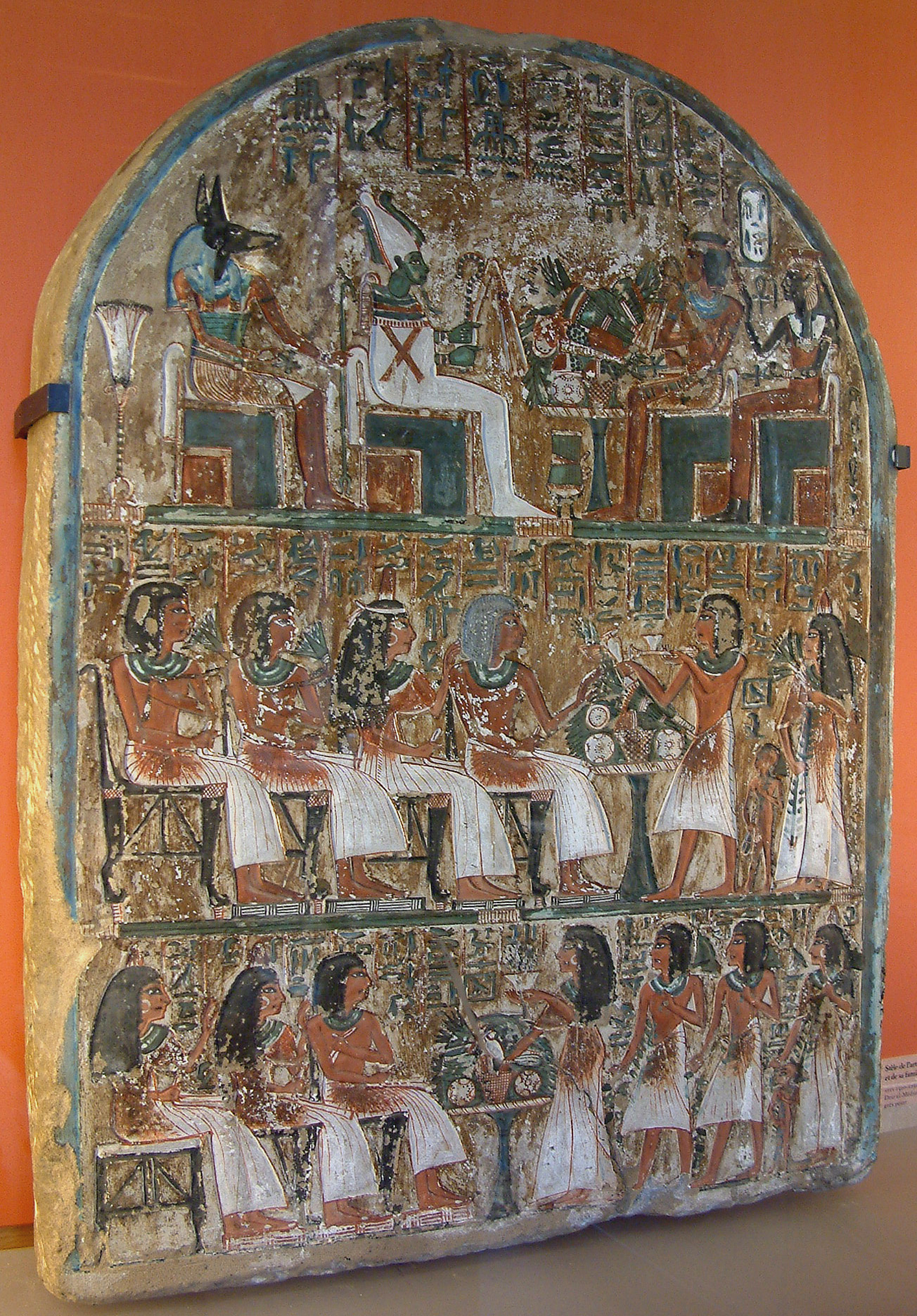
Stele des Irinefer, Louvre, Inventar Nr. E 12964

Die Grabanlage TT290 (Theban Tomb – Thebanisches Grab Nummer 290) befindet sich in der Nekropole von Theben-West bei dem modernen Ort Luxor in Ägypten. Sie gehört dem Irinefer, der in der 19. Dynastie lebte. Er trug den Titel Diener am Platz der Wahrheit (Sḏm-ˁš-n-st-m3ˁt = Sedjem-asch-en-set-maat). Seine mehrmals genannte Gemahlin hieß Mehitchati.
Die Grabanlage besteht aus einer oberirdischen Grabkapelle und unterirdischen Grabkammern, die über mehrere Schächte betreten werden können. DIe Kapelle besteht aus einem länglichen Raum und einer dahinter liegenden Stelenkapelle. Nördlich der eigentlichen Kapelle befindet sich eine kleine Pyramide.

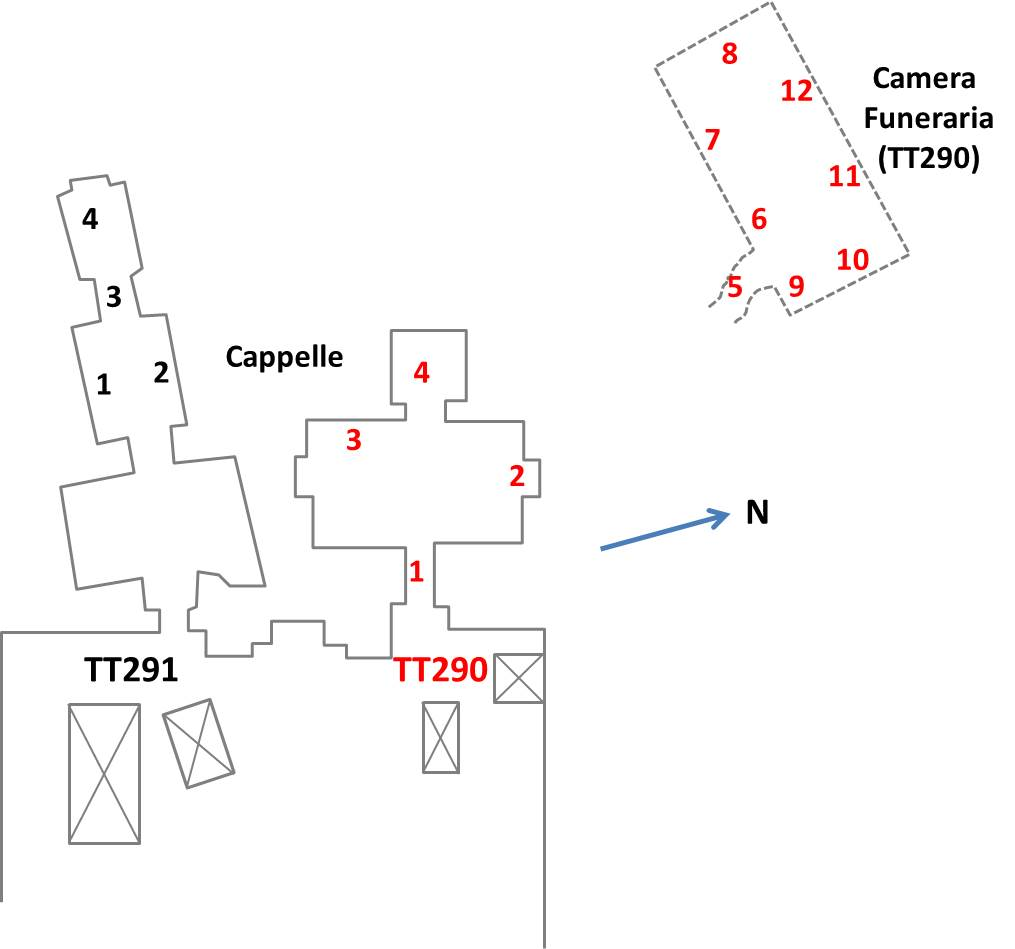
Grundriss der Kapelle von Grab TT290, neben Grabanlage TT291

Die Grabkapelle war einst dekoriert, doch ist davon heute nicht viel erhalten. Nur die Stele in der Grabkapelle fand sich noch vor Ort und befindet sich heute im Louvre (Inventar Nr. E 12964).
Gut erhalten sind die Malereien in der Grabkammer. An den Wänden des kurzen Eingangskorridors sieht man auf einer Seite, den als liegenden Schakal dargestellten Anubis auf einem Schrein und darunter eine Gruppe von Klageweibern, die der Grabkammer zugewandt sind (der Schakal schaut in die andere Richtung). Auf beiden Wänden befinden sich auch umfangreiche Textkolumnen.
Die Wände der eigentlichen Kammer zeigen mehrmals Irinefer und Familienmitglieder vor diversen Gottheiten. Auf der Ostwand kniet er vor Sobek, der mit Menschenkopf wiedergegeben ist und auf einem Schrein liegt. Hinter ihm sitzt Chepri auf einem Thron vor einem Opfertisch. Darunter ist Irinefer stehend in Beterhaltung dargestellt. Vor ihm befindet sich ein Schrein, der auf der angrenzenden Nordwand weiterführt. Im Schrein befindet sich ein Kapitel des Totenbuches (Kapitel 42). Darüber hocken in diversen Reihen 36 Gottheiten. Links auf derselben Wand sieht man Irinefer vor Horus (der als Falke dargestellt ist). Ganz links wird er von Anubis zu dem Totengott Osiris geleitet. Die Ostwand zeigt die Mumie des Irinefer und Anubis, wie er letzte Hand an die Mumie anlegt.
Auf der Südwand findet man verschiedene Darstellungen. Irinefer und seine Gemahlin beten Ptah an. Dahinter sieht man eine Kopfstütze und eine Mumienmaske (Teile der Grabausstattung). Darüber sieht man Irinefer als Schatten und vor ihm einen Vogel mit Menschenkopf. Es handelt sich um einen Ba-Vogel (eine Form der Seele). Im Zentrum derselben Wand sieht man im unteren Register, wie Irinefer den Benu-Vogel anbetet. Darüber ist Irinefer und seine Gemahlin abgebildet, die ein Kalb anbeten. Darüber ist eine Hathorkuh zu sehen. Ganz links sieht man Irinefer den Boden küssen und neben ihm eine Palme. In dieser Wand befindet sich der Zugang zur Grabkammer. Über der Tür befindet sich die Darstellung der Himmelsgöttin Nut.
Die unterirdischen Grabkammern fanden sich beraubt. Zu den Resten der Grabausstattung gehört das Fragment eine bemalten Sarges.